# Deák Krisztina
Deák Krisztina (Budapest, 1953. április 27.) Balázs Béla-díjas magyar filmrendező, színházi rendező,  forgatókönyvíró és vágó, érdemes művész.

## Életpályája
1971-től 1989-ig dolgozott a Magyar Televízióban. 1977-ben filmvágó diplomát, majd 1982-ben filmrendező diplomát szerzett a Színház- és Filmművészeti Főiskolán. Diplomafilmjét a Magyar Televízió Fiatal Művészek Stúdiójában készítette. 1989-ben rendezte első játékfilmjét, az Eszterkönyv című filmet. 1992 óta rendez folyamatosan budapesti színházakban.

## Családja
Első férje Kőszegi Péter színművész volt, második házassága Esztergályos Károly rendező volt, akitől született a lánya, Esztergályos Krisztina (1975– ), harmadik házastársa Bálint András színész, tőle egy fiú, Bálint Dániel (1985– ) jött a világra, aki operatőrnek tanult.

## Filmjei
- Aglaja (játékfilm) (2012)
- A miskolci boniésklájd (játékfilm) (2004)
- Jadviga párnája (játékfilm) Závada Pál azonos című regénye alapján (1999)
- Családi nyár (televíziós film) (1995)
- Köd (játékfilm) (1993)
- Eszterkönyv (játékfilm) (1989)
- Csinszka (televíziós film) (1987)
- Vonzások és választások (televíziós film) W. Goethe azonos című regénye alapján (1985)

## Fontosabb színházi rendezések
- Auliberti: Árad a gazság
- David Mammet: Oleanna
- Gozzi: Szarvaskirály
- Coline Serreau : Nyúl, nyúl
- Darvasi László: Störr kapitány
- Wedekind: Lulu

## Díjak
- 1995 Balázs Béla-díj
- 2007 Érdemes művész

| Év   | Film            | Fesztivál                           | Kategória / Díj                   | Forrás |
| ---- | --------------- | ----------------------------------- | --------------------------------- | ------ |
| 1987 | Csinszka        | Veszprémi Tévétalálkozó             | Fődíj                             | [ 4 ]  |
| 1990 | Eszterkönyv     | Magyar Filmszemle                   | Első játékfilm díj                |        |
| 1994 | Köd             | Salerno Nemzetközi Filmfesztivál    | Rendezői díj                      |        |
| 2000 | Jadviga párnája | Magyar Filmszemle                   | Zsűri különdíja                   |        |
| 2001 | Jadviga párnája | Salerno Nemzetközi Filmfesztivál    | Filmfesztivál Nagydíja            |        |
| 2003 | Jadviga párnája | Monte-Carlói Televíziós Fesztivál   | Legjobb rendezés                  | [ 5 ]  |
| 2012 | Aglaja          | Antalya Arany Narancs Filmfesztivál | Legjobb külföldi film             | [ 6 ]  |
| 2012 | Aglaja          | Antalya Arany Narancs Filmfesztivál | Török filmkritikusok (SİYAD) díja | [ 6 ]  |
| 2013 | Aglaja          | Monte-Carlói Televíziós Fesztivál   | Legjobb tévéfilm                  | [ 7 ]  |
| 2013 | Aglaja          | Monte-Carlói Televíziós Fesztivál   | Legjobb rendező                   | [ 7 ]  |
| 2013 | Aglaja          | Monte-Carlói Televíziós Fesztivál   | A Monacói Vöröskereszt különdíja  | [ 7 ]  |